# Two sheds
Two Sheds var ett rockband från södra Sverige som släppte en EP och två fullängdare under sin karriär. Låg på skivbolaget Accelerating Blue Fish.
Mini-albumet Full Frontal Nudity är kanske mest känd för att bandet står nakna med ryggen mot på framsidan, på baksidan ser vi dem framifrån.
Two Sheds spelade 1994 på Hultsfredsfestivalen.

## Medlemmar
Senaste medlemmar
- Göran Magnusson – sång, gitarr (1987–1995)
- Anders "Lappen" Rosendahl – trummor (1987–1995)
- Rikard "Tåzt" Nilsson – basgitarr (1991–1995)
- Ulf Larsen – gitarr, trumpet (1991–1995)

Tidigare medlemmar
- Pierre Sandgren – basgitarr (1987–1990)
- Mikael Sjöland – gitarr, sång (1987–1990)

## Diskografi
Studioalbum
- 1990 – Full Frontal Nudity (12 vinyl, mini-album, Accelerating Blue Fish)
- 1991 – Out of Our Sheds (LP/CD, Accelerating Blue Fish)
- 1994 – Not Good (CD, Accelerating Blue Fish)[3][4]

Annat
- 1992 – Pre-Production Demo Dec-92 (kassett, enkelsidig EP, promo, Accelerating Blue Fish)
- 1994 – Pop och rock (promo-CD, div.artister. Two Sheds med låten "Not Good", Export Music Sweden)
- 1994 – The Return of Yesterdays Tomorrow: Part 2 (samlings-CD, div. artister. Two Sheds med låtarna "Needles", "He Got What He Deserved", "I Need a Drink" och "No No No No No No No No", Accelerating Blue Fish)